# Saint-Léonard-des-Bois
Saint-Léonard-des-Bois település Franciaországban, Sarthe megyében. Lakosainak száma 474 fő (2022. január 1.). Saint-Léonard-des-Bois Saint-Pierre-des-Nids, Sougé-le-Ganelon, Gesvres, Saint-Céneri-le-Gérei, Assé-le-Boisne, Moulins-le-Carbonnel és Saint-Paul-le-Gaultier községekkel határos.

## Népesség
A település népessége az elmúlt években az alábbi módon változott:
| Lakosok száma | 503  | 478  | 487  | 472  | 471  | 471  | 474  | 474  | 474  |
|               | 2013 | 2015 | 2016 | 2017 | 2018 | 2019 | 2020 | 2021 | 2022 |